# Жак Ширак
Жак Рене́ Шира́к (фр. Jacques René Chirac; 29 листопада 1932, Париж — 26 вересня 2019, Париж) — французький
політик, президент Франції (з 17 травня 1995 по 16 травня 2007), 4-й президент П'ятої Республіки (започаткована у 1958 р.).

## Життєпис
Жак Ширак народився у родині банківського службовця. Католик. Навчався в ліцеях Карно і Людовика Великого, три місяці пропрацював на транспортному судні. Служив у французькій армії, в 1956—1957 роках брав участь в Алжирській війні і був поранений. У молодості поділяв комуністичні ідеї, був розповсюджувачем газети «Юманіте».
Вищу освіту здобув у найпрестижніших навчальних закладах Франції — Інституті політичних досліджень і Національній школі адміністрації (1957). Після закінчення навчання почав кар'єру державного службовця (аудитор Рахункової палати, 1959), у 1962 обраний муніципальним радником в Сент-Фереолі, звідки родом його родина. У 1962—1967 роках працював в апараті уряду при прем'єр міністрі Помпіду. У 1967 був обраний депутатом Національних зборів. При президенті В. Жискар д'Естені займав посаду прем'єр-міністра. Незабаром зайнявся політичною діяльністю — 1974 — генеральний секретар голлістської партії «Союз демократів на захист Республіки»; 1976 — голова партії Об'єднання на захист Республіки. У 1977 році був обраний мером Парижа.

## Прем'єр -міністр
У 1986—1988 Жак Ширак знову прем'єр міністр. Ширак відкидав як політичні принципи «жискарівців» (центристів), так і радикальний реформізм лівих. Перший важливий закон у своїй політичній кар'єрі — закон про охорону здоров'я, нині відомий як закон Вейль. Закон, який дозволяє переривання вагітності, розробила міністр охорони здоров'я Симона Вейль. У Франції у ті часи жінка, яка наваилась на аборт могла отримати 6 місяців тюрми, проте 300 000 францужанок щорічно зважувалися на підпільний аборт. Протеже голви уряду допомогли зменшити державні витрати на охорону здоров'я на 10 мільярдів фунтів. Одночасно зарплати лікарів збільшились на 17 %.

## Президент Франції
Ширака було обрано президентом Франції 1995 року, перемігши у другому турі з результатом 52,64 %, обійшовши Ліонеля Жоспена й переобраний 2002-го, набравши 82,21 %, перемігши ультраправого Жан-Марі Ле Пена. Як президент він також став спів-принцом Андорри і великим магістром Легіону Честі. Склавши повноваження, він став довічним членом Конституційної ради країни.
Займав посади міністра сільського господарства (1972), прем'єр-міністра (1974—1976, 1986—1988), мера Парижа (1977—1995).
Зовнішня та внутрішня політика
Жак Ширак був голлістом, підтримував дистанцію Франції від США та НАТО та зближення з Росією. Підтримував зниження податків, припинення цінового контролю, приватизацію, суворіше покарання злочинності й тероризму. Намагався зробити економічну політику більш соціально відповідальною, і був обраний президентом (1995) після проведення кампанії під гаслом зцілення «соціальної тріщини» (фр. fracture sociale). Його економічна політика включала елементи як підвищення, так і послаблення державного контролю. Його позиція щодо проблем Євросоюзу змінювалася від євроскептицизму до гарячої підтримки інтеграції. Зокрема, він був одним із супротивників прийняття України до ЄС. Зменшив президентський термін з 7-ми до 5-ти років.
Відомий тим, що визнав причетність Франції до депортації євреїв під час Другої світової війни, а також відмовився від підтримки вторгнення США та Іраку.
Військова реформа
У 1996 р. президент Ширак проголосив початок військової реформи. Відтоді обов'язковий військовий призов було анальовано, а загальний військовий обов'язок скасовано. Їх замінили добровільною службою в армії і «громадянськими зустрічами».
Опозиційний уряд
У період 1997 року по 2002 рік Шираку довелося співіснувати з опозиційним урядом, який очолював Ліонель Жоспен. Останній змушує ввести у 2002 році універсальне покриття витрат на випадок захворювань, допомогу особистому, або індивідуальному медичному догляду, а також прийняття індивідуального закону кушнера, котрий захищає права пацієнтів, зокрема, дає їм право на інформаційної згоди на відмову від медичну допомогу.
Ставлення до українців
Україну Жак Ширак вважав частиною Росії, про це у своїх мемуарах писав президент США Джодж Буш-молодший.

### Останні роки
2005 року Жак переніс інсульт, 2007 року у нього різко погіршилось здоров'я.
Помер 26 вересня 2019 року в 85-річному віці. Національна асамблея Франції призупинила своє засідання, щоб вшанувати пам'ять колишнього президента хвилиною мовчання.

## Сім'я
Був одружений з Бернадеттою Шодрон де Курсель (1956), з якою мав двох дочок, Лоренс і Клоду (остання активно допомагала батькові в питаннях зв'язків із громадськістю). 1979 року подружжя Шираків неформально удочерили нелегальну іммігрантку Ан Дао Траксель (на той час 21-річну).

## Нагороди
- Кавалер золотого ланцюга ордена Пія IX (Ватикан, 20 січня 1996)[8]
- Кавалер Ордена Ярослава Мудрого 1-го ступеня (2 вересня 1998)[9]